# 東京迪士尼度假區
東京迪士尼度假區（日語：東京ディズニーリゾート）又稱為日本迪士尼，是一座位於日本千葉縣浦安市，是日本Oriental Land公司在美國華特迪士尼公司授權下經營的迪士尼度假區。
雖然名為“東京”迪士尼度假區、實際所有設施都位於“千葉縣”。園區包含東京迪士尼樂園、東京迪士尼海洋兩大主要遊樂設施，還包括一些例如五家迪士尼飯店、六間「東京迪士尼渡假區公認大飯店」、伊克斯皮兒莉購物中心、東京迪士尼渡假區商品專賣店旅途愉快以及一些相關零售、餐飲及娛樂設施。整個區域佔地達201公頃，有公路、鐵路連接等等設備。
另外，此度假區是世界唯一一個非迪士尼直營的度假區，之前位於巴黎的樂園也非迪士尼直營，但是在多年虧損後，2017年被迪士尼買回股份。

## 概要

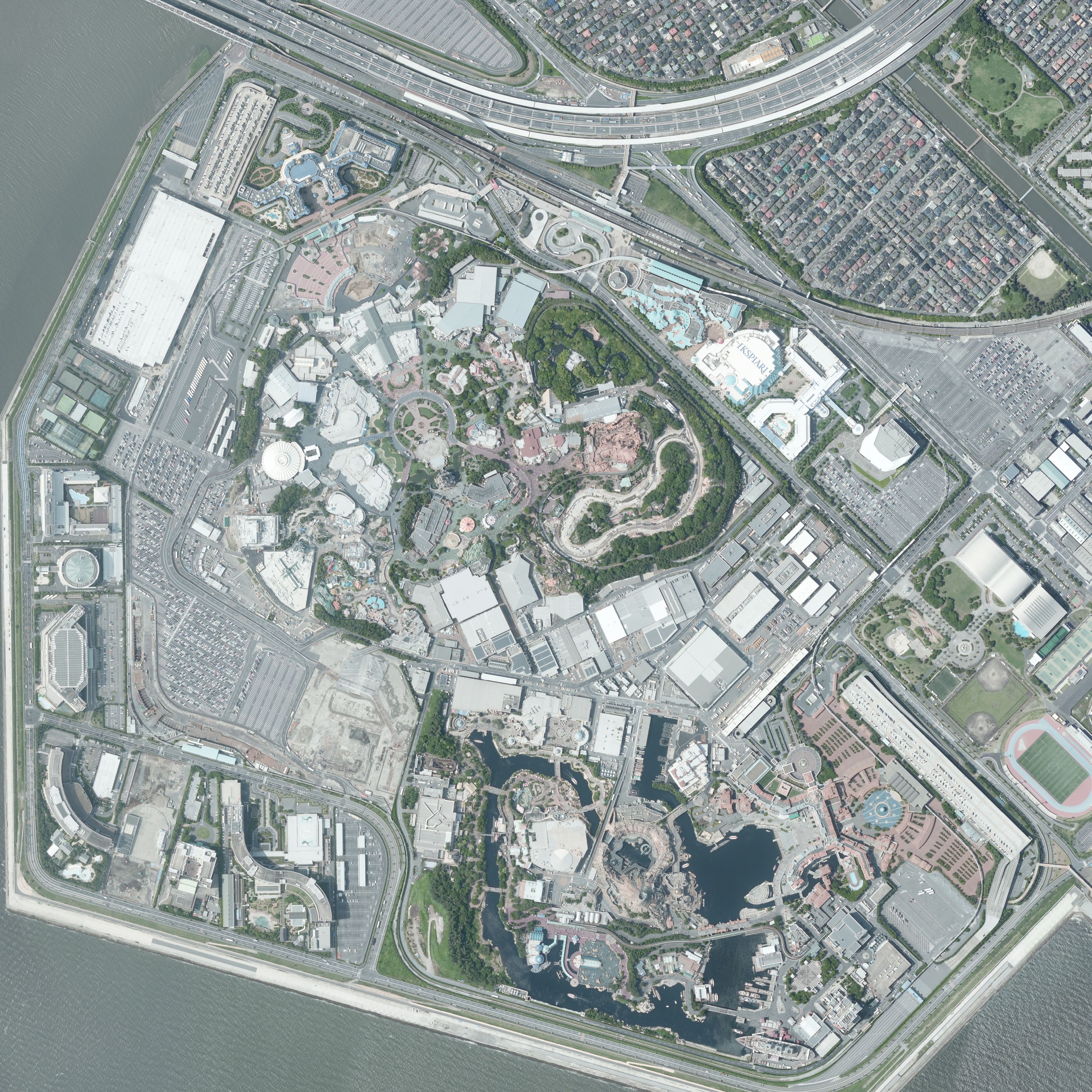
东京迪士尼度假区鸟瞰图。

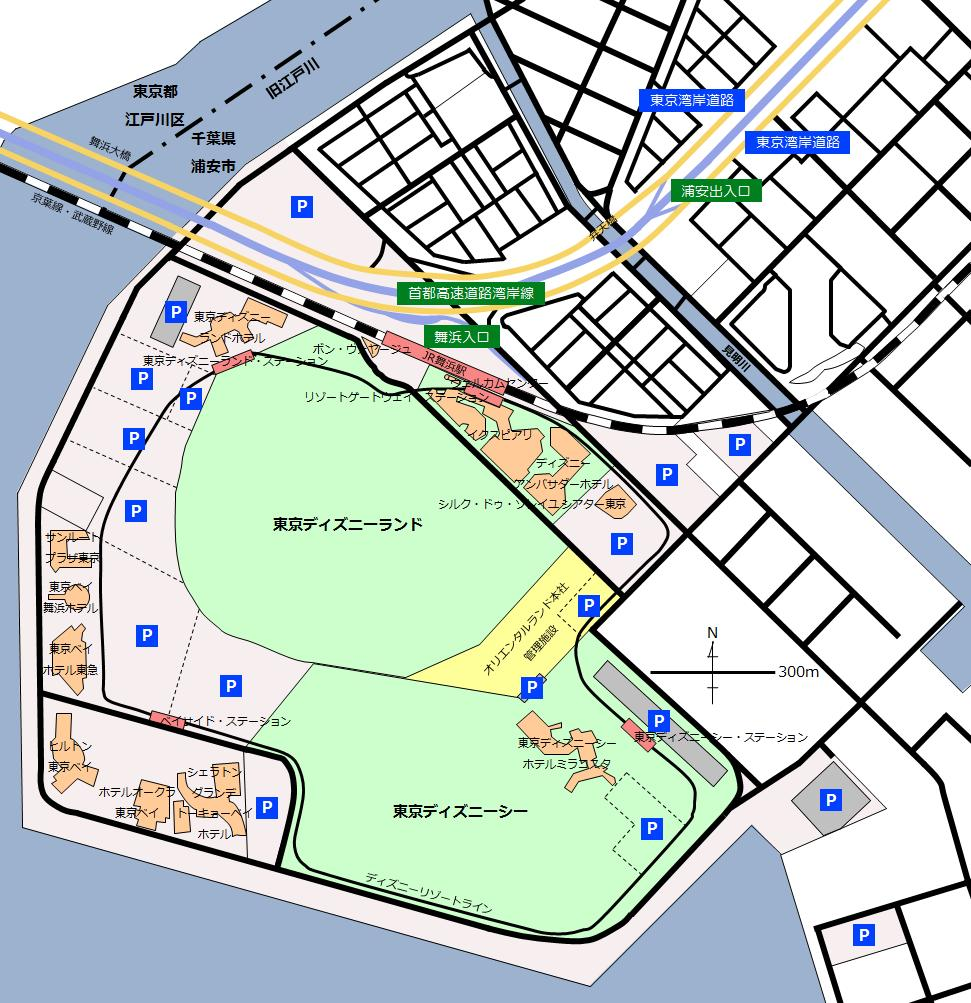
地图（日本語）

東京迪士尼渡假區是由兩大主題樂園、迪士尼關連飯店及購物商場等設施所構成。經營、管理皆由Oriental Land集團及旗下相關企業負責（公認大飯店除外）。是全球唯一以授權契約方式經營的迪士尼渡假區，美國迪士尼完全沒有出資。迪士尼在日本的相關著作權、商標權事業等等智慧財產產品皆由日本華特迪士尼公司負責，Oriental Land僅負責經營東京迪士尼渡假區事務。
渡假區內的工作人員稱為「演藝人員(cast)」、遊客則稱為「貴賓(guest)」，基本仍仿效美國迪士尼主題渡假區的手法經營。美國華特迪士尼公司為了增加遊客在迪士尼樂園的停留天數，從單純的主題樂園經營，推展到結合迪士尼特定主題興建的迪士尼主題樂園、餐廳、飯店等長期滯留型「主題渡假區」模式。
事實上，1971年新開幕的華特迪士尼世界（現今的華特迪士尼世界度假區）從開幕當初就是結合迪士尼主題樂園及飯店等渡假設施，東京迪士尼度假區亦參考此設計而成，此後同樣的複合型設施也拓展到歐洲迪士尼（現今的巴黎迪士尼樂園度假區）等地。如今，美國加州的迪士尼樂園、及東京迪士尼樂園紛紛增設第二個主題樂園及飯店群，擴展為「迪士尼樂園度假區」及「東京迪士尼度假區」，加上迪士尼主題樂園與飯店同時開幕的香港迪士尼樂園度假區，及規劃之初即為綜合設施的上海迪士尼度假區，如今全球迪士尼主題樂園已皆為「主題度假區」。

## 歷史
- 1983年，華特迪士尼公司與Oriental Land（OLC）合作，在日本千葉縣浦安市興建了東京迪士尼樂園，它是首座在美國境外建立的迪士尼主題樂園，現在是全球第三個、亦是亞洲第一個迪士尼樂園；而東京迪士尼海洋則是全球惟一一個以海洋為主題的迪士尼主題公園。
  - 4月15日 -  東京迪士尼樂園正式開幕。
- 1986年
  - 1月 -  華特迪士尼公司向OLC提出「東京迪士尼世界」的構想。
  - 7月20日 -  首家公認大飯店「東京太陽之路廣場大飯店」開業。
- 1988年4月14日公認大飯店「東京灣喜來登大飯店」開業。
  - 4月15日 -  在「東京迪士尼樂園」5周年記者會上，當時的OLC總經理高橋政知發表「第二座樂園」的構想。
  - 7月2日 -  公認大飯店「希爾頓東京灣大飯店」開業。
  - 7月8日 -  公認大飯店「東京灣大倉飯店」開業。
- 1990年
  - 5月2日 -  公認大飯店「東急東京灣飯店」開業。
- 1998年
  - 8月1日 -  舞濱站前開發事業（「伊克斯皮兒莉」・「迪士尼大使大飯店」）建設工程開始。
  - 10月22日 -  「東京迪士尼海洋」・「東京迪士尼海洋觀海景大飯店」建設工程開始。
- 2000年
  - 1月1日 -  發表「渡假區宣言」，「東京迪士尼渡假區」正式啟動、首任「東京迪士尼渡假區親善大使」就任。
  - 7月7日  -  「伊克斯皮兒莉」、「雲兒快樂營(Camp Nepos)」、「迪士尼大使大飯店」開業。
  - 10月24日  -  「迪士尼渡假區線」開始營運測試。
- 2001年
  - 3月1日「旅途愉快」開業。
  - 3月23日 -  發表東京迪士尼海洋開幕日。
  - 7月27日 -  「迪士尼渡假區線」開業。
  - 8月1日 -  東京迪士尼海洋及「東京迪士尼海洋觀海景大飯店」測試營運。
  - 9月4日 -   東京迪士尼海洋正式開幕、「東京迪士尼海洋觀海景大飯店」開業。
- 2002年
  - 11月8日 -  東京迪士尼樂園、東京迪士尼海洋合計造訪人數突破3億人。
- 2006年
  - 3月1日 -  複合式影城「AMC IKSPIARI 16」更名為「Cinema Ikspiari」重新開幕。
  - 11月1日 -   東京迪士尼樂園、東京迪士尼海洋合計造訪人數突破4億人。
- 2007年
  - 3月3日 - 公認大飯店「東京灣舞濱大飯店」開業。
- 2008年
  - 4月15日 -  東京迪士尼樂園迎接開業25週年，舉行東京迪士尼渡假區25週年紀念活動。
  - 7月8日 -  「東京迪士尼樂園大飯店」開業。
  - 10月1日 -  「太陽劇團東京劇場」開業、常設演出「ZED」開幕。
- 2010年
  - 8月27日 -  東京迪士尼樂園、東京迪士尼海洋合計造訪人數突破5億人。第5億幸運遊客獲贈證書、米奇玩偶及五年有效之全年護照。此外，從4億人到5億人僅花了3年又300天，也是史上最短記錄。
- 2011年
  - 3月11日 -  由於東日本大地震影響，東京迪士尼樂園、東京迪士尼海洋臨時停業。兩座樂園內之遊客因安全因素，被安置在園內避難。
  - 3月12日 -  度假區全體設施無限期停業。
  - 3月28日 -  「伊克斯皮兒莉」恢復營業。
  - 4月5日 - 「旅途愉快」恢復營業。
  - 4月15日 -  東京迪士尼樂園、東京迪士尼樂園大飯店、迪士尼大使大飯店恢復營業。
  - 4月23日 - 東京迪士尼樂園恢復夜間營業
  - 4月28日 - 東京迪士尼海洋恢復夜間營業
  - 5月9日 - 雨天版夜間遊行「Nightfall Glow 夜幕彩輝」登場
  - 7月 - 「鄉村頑熊劇場」自1993年起實施的特別版假期音樂會中止
  - 7月1日 - 「伊歐船長」成為正式遊樂設施。當初限定實施一年，因為廣受歡迎而成為正式設施。「微縮世界探險」也因此正式關閉。
  - 7月8日 - 「東京迪士尼樂園電子大遊行～夢之光」2度更新
  - 9月4日 - 「空中迪士尼魔法」煙火恢復表演
- 2012年
  - 1月9日 - 「星夜飄香」結束營運
  - 4月2日 - 「星際旅行」結束營運
  - 4月28日 - 睽違兩年「鄉村頑熊劇場假期音樂會」公演開始
  - 8月24日 - 「高飛遊漆屋」開幕
- 2013年
  - 4月15日 - 「東京迪士尼度假區30週年“歡樂幸福年”」開幕
  - 4月5日 - 遊行「歡騰！」結束
  - 4月15日 - 新遊行「幸福在這裡」登場
  - 5月7日 - 「星際旅行：冒險續航」開幕
- 2014年
  - 1月6日 - 「叢林巡航」因更新內容暫時關閉
  - 1月6日 - 「家用百貨」因店內改裝暫時關閉
  - 3月20日 - 「東京迪士尼度假區30週年“歡樂幸福年”」結束
  - 4月12日 - 東京迪士尼樂園、東京迪士尼海洋合計造訪人數突破6億人
  - 5月29日 - 城堡投影秀「童話之夜」登場
  - 6月30日 - 「伊歐船長」結束營運
- 2016年
  - 6月1日 - 「東京迪士尼樂祥飯店:心願館」啟用
  - 9月10日 - 「東京迪士尼樂祥飯店:探索館」啟用
- 2017年
  - 7月31日 -  東京迪士尼樂園、東京迪士尼海洋合計造訪人數突破7億人
- 2018年
  - 4月15日 - 迪士尼樂園35周年系列活動“Happiest Celebration!”開始
  - 6月14日 - 東京迪士尼度假區宣佈將斥資2500億日圓，在東京迪士尼海洋裡打造《冰雪奇緣》、《魔髮奇緣》與《小飛俠》主題園區，預計於2022年落成開幕。這三個動畫園區合併成東京迪士尼海洋的第八大主題港灣『魔法之泉』(後於開業前夕定名「夢幻泉鄉」)，並在魔法之泉內打造世界迪士尼樂園中最高級的主題飯店[2]。
  - 7月5日 - 推出東京迪士尼度假區官方App，可以在App當中預約餐廳及報名觀賞表演等
  - 11月5日 - 在園內商店、餐廳導入電子支付系統，可以使用Suica等電子支付服務
- 2019年
  - 7月23日 - 推出「數位迪士尼快速通行(FastPass)」服務。在東京迪士尼度假區App當中掃描當日入園的護照券或全年護照之後，便可在App當中取得快速通行。
  - 7月23日 - 東京迪士尼海洋飛機庫舞台推出全新表演「幻境頌歌」及全新遊樂設施「翱翔：夢幻奇航」。
  - 10月12日 - 受海貝思颱風影響，東京迪士尼樂園及東京迪士尼海洋全天休園。這是自東日本大地震以來首次受災害影響休園。
- 2020年
  - 2月29日 - 為防止新型冠狀病毒蔓延，東京迪士尼樂園及東京迪士尼海洋宣布將休園至3月15日。隨後更於3月11日、3月27日二度發表延長休園。迪士尼官方飯店則於3月27日發表自4月1日起暫停營業。
  - 6月23日 - 東京迪士尼樂園及東京迪士尼海洋宣布將於7月1日起恢復營業。
- 2021年
  - 3月20日 - 導入門票價格級距制。於週末假日、連假等熱門期間調漲入園門票售價。
  - 4月6日 - 於2018年11月28日發表的「玩具總動員」飯店正式定名為「東京迪士尼度假區玩具總動員飯店」，預計於2022年4月5日啟用。
- 2023年
  - 4月15日 - 開始為期一年的「迪士尼40周年特別活動」，預計至2024年3月31日結束，期間提供限定周年活動餐點與表演供遊客欣賞。
  - 7月26日 - 迪士尼官方在迪士尼app上提供「預約快速通關(priority pass)」，免費提供所有遊客預約特定遊玩設施時間，並於特定時間提前入場。
- 2024年
  - 6月6日 - 迪士尼海洋第八個主題港灣「夢幻泉鄉」開幕，「東京迪士尼海洋夢幻泉鄉飯店」同時開業[3]。

## 設施

### 主題樂園
- 東京迪士尼樂園
- 東京迪士尼海洋

### 劇場娛樂
- 舞濱圓形劇場

### 迪士尼飯店
- 迪士尼大使大飯店
- 東京迪士尼海洋觀海景大飯店
- 東京迪士尼樂園大飯店
- 東京迪士尼樂祥飯店（心願館、探索館）
- 東京迪士尼度假區玩具總動員飯店（2022年4月5日開幕）[4]
- 東京迪士尼海洋夢幻泉鄉飯店（夢幻館、豪華館）

### 東京迪士尼渡假區
- 東京太陽之路廣場大飯店
- 東京灣舞濱大飯店
- 東急東京灣飯店
- 希爾頓東京灣大飯店
- 東京灣大倉飯店
- 東京灣喜來登大飯店

### 購物設施
- 伊克斯皮兒莉
- 旅途愉快

### 渡假區內的交通方式

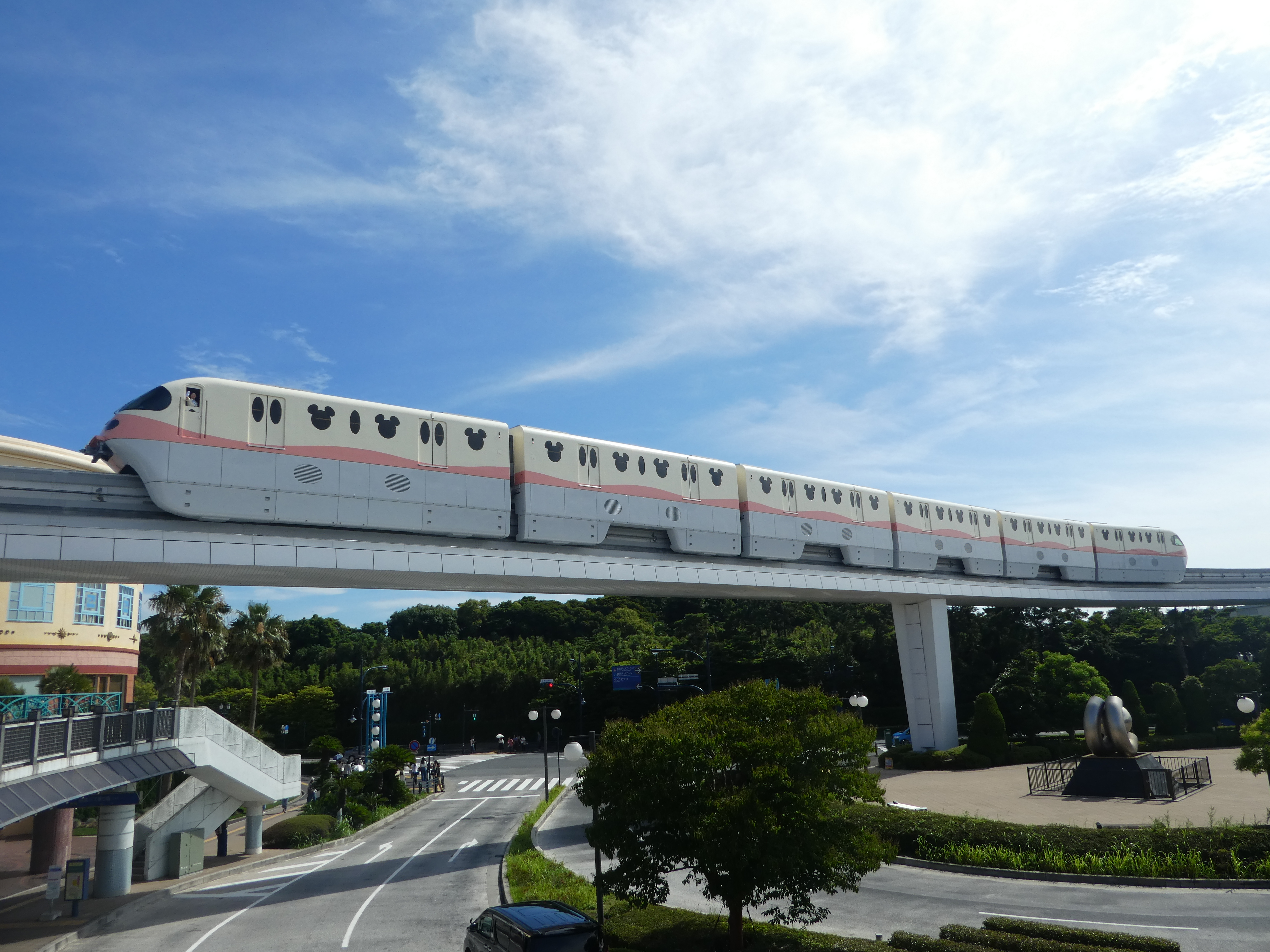
迪士尼渡假區線

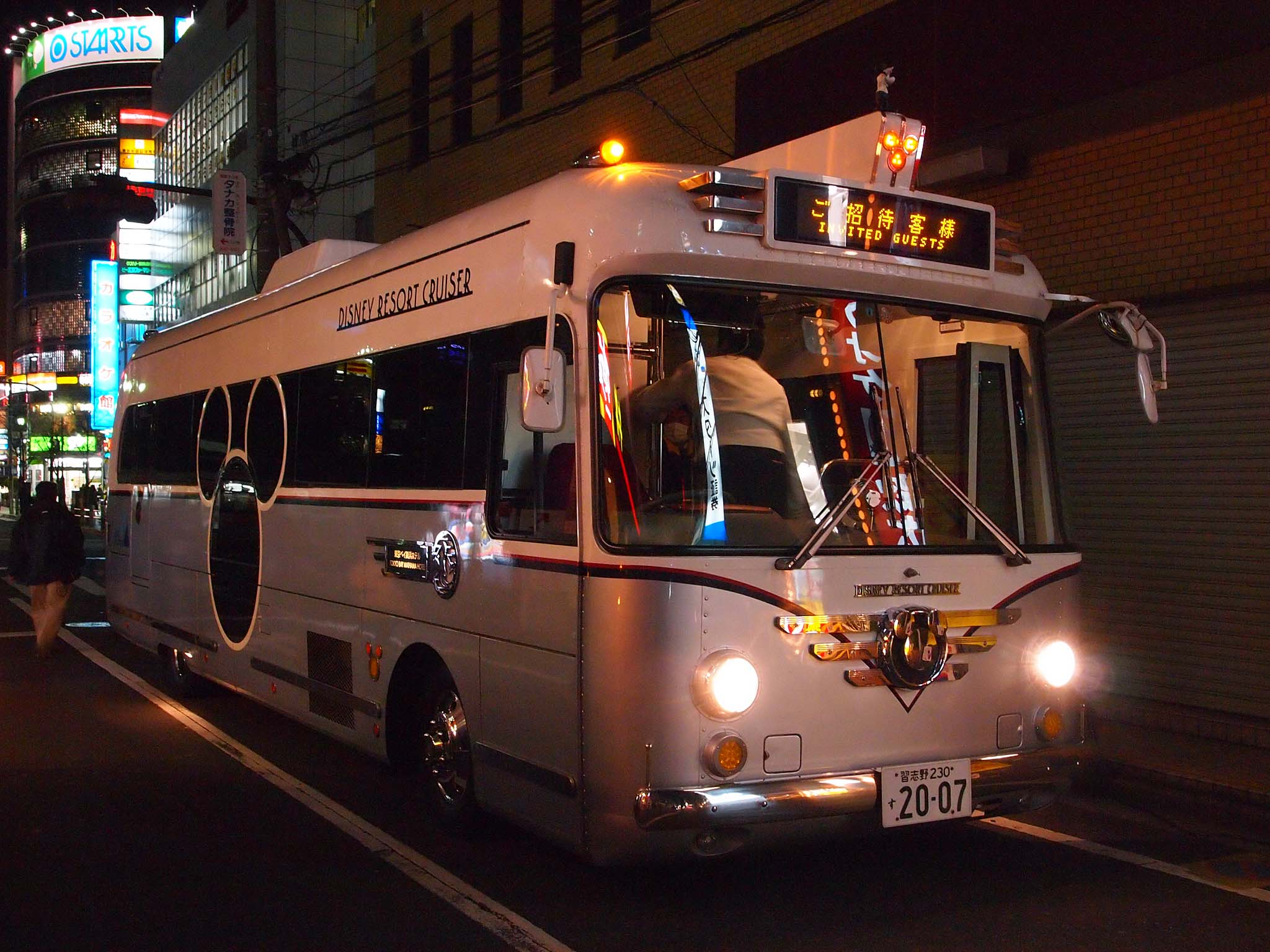
迪士尼渡假區巡遊巴士

- 迪士尼渡假區線 - 將渡假區內各大設施連結在一起的單軌電車。
- 迪士尼渡假區巡遊巴士 - 往返渡假區內各大飯店及兩個主題樂園。

### 綜合服務中心
東京迪士尼渡假區迎賓中心
- 位於JR舞濱站前的東京迪士尼渡假區迎賓中心，為遊客提供渡假區內各設施的相關綜合服務。一樓為飯店服務，二樓（與舞濱站剪票口同一層面）則提供迪士尼飯店服務及綜合資訊。備有英文服務人員。
  - 一樓「東京迪士尼渡假區公認飯店服務台」（營業時間：8點～16點）：設有渡假區內各大飯店的櫃臺，投宿者可以在此遞送隨身行李至投宿飯店。
  - 二樓「綜合服務台」（營業時間：7點30分～21點）：提供渡假區的各種情報，備有中文版的渡假區遊園手冊、娛樂資訊等。也出售兩大主題樂園的指定日期預售票。
  - 二樓「迪士尼飯店服務台」（營業時間：7點30分～17點）：投宿三大迪士尼飯店的遊客可在此辦理「提前入住手續」、領取迪士尼渡假區線多日車票、及遞送隨身行李。

## 度假區名稱決定的過程
1983年4月15日、美國國外首個「迪士尼樂園」東京迪士尼樂園正式開幕，開幕第一年就吸引了1036萬人的遊客。之後，儘管國際科學技術博覽會在筑波舉行、泡沫景氣下日本各地的滑雪場、高爾夫球場、遊樂園如雨後春筍般冒出，東京迪士尼樂園依然發揮自身特色，遊客數也年年增加。
1986年1月，華特迪士尼公司（以下簡稱迪士尼）對經營東京迪士尼樂園的Oriental Land（OLC）提出了「東京迪士尼世界」的構想。經過OLC公司內部數度討論，於1988年4月15日舉行的東京迪士尼樂園開幕5週年記者會上，當時的總經理高橋政知發表關於「第2座樂園」的構想。
※當時迪士尼並未把迪士尼主題樂園與飯店等設施的複合體稱作「渡假區」，而當時唯一的複合體只有位於佛羅里達的華特迪士尼世界。
之後，迪士尼向OLC提出了數個提案，而OLC公司內部幾經考慮、磋商之後，終於敲定第二個主題樂園「東京迪士尼海洋」，同時也決定興建伊克斯皮兒莉、旅途愉快等商場，確定了現今東京迪士尼渡假區的樣貌。在此之中，當時日本華特迪士尼遊樂設施公司的社長Jim Cora（現今的迪士尼傳奇）與OLC往來的文書當中首次出現「東京迪士尼渡假區（Tokyo Disney Resort）」的名稱。當初，OLC本來規劃將舞濱地區全體稱為「舞濱渡假區」，而在地區內除了迪士尼相關設施之外、也能共存其他非迪士尼設施。OLC對於公司所有土地都要冠上「迪士尼」名號，感到有點為難。其後，OLC和迪士尼協議，OLC可以在地區內興建非迪士尼設施，但兩方對於渡假區名稱仍舊意見相左。
關於美國方面將渡假區全體名稱冠上「迪士尼」一事，OLC雖然對於自家渡假區遭到迪士尼單方面的「命名」公開表示不悅，但最終還是接受「東京迪士尼渡假區」這個提案。

## 交通

### 公共交通
- 電車
  - JR京葉線 及 武藏野線：舞濱站
- 道路
  - 首都高速道路灣岸線：浦安出入口

## 外部連結
- 東京迪士尼渡假區官方網頁 日文 （页面存档备份，存于） 中文 （页面存档备份，存于）
- 東京迪士尼渡假區官方的Facebook專頁
- 伊克斯皮兒莉官方網頁 日文 （页面存档备份，存于） 英文 （页面存档备份，存于）